# Bajirao Mastani
Bajirao Mastani es una película épica india de romance e historia, del 2015, dirigida por Sanjay Leela Bhansali, quien también compuso la música de la película. Es conjuntamente producida por Bhansali y Eros Internacional. Es protagonizada por Ranveer Singh como Bajirao I y Deepika Padukone como Mastani, con Priyanka Chopra como la primera mujer de Bajirao, Kashibai. Tanvi Azmi, Aditya Pancholi, Vaibbhav Tatwawdi y Milind Soman aparecen también en papeles secundarios. Basado en la novela Marathi, Raau escrita por Nagnath S. Inamdar, la película narra la historia del peshwa del Imperio maratha Bajirao I (1700-1740) y su segunda mujer Mastani.
La película estuvo en desarrollo por 15 años, con Bhansali queriendo hacer la película después de Hum Dil De Chuke Sanam. Aun así, varias veces, la producción estuvo retrasada debido a los cambios de reparto. El rodaje empezó a mediados de 2014 después de que la elección de los roles principales finalizó. La película se estrenó el 18 de diciembre de 2015 con críticas positivas, quienes alabaron la dirección, fotografía, diseño de producción, trajes, música y actuaciones, particularmente de Chopra, y Singh.
La película ha recaudado más de ₹350 crore (EE. UU.$52 millones), emergiendo tanto como éxito comercial y crítico, y una de las películas indias más taquilleras de todos los tiempos. La película recibió varios galardones en varias ceremonias de premios a través de India. En la 63.ª National Film Awards, Bajirao Mastani recibió siete premios, incluyendo Mejor Dirección y Mejor actriz de soporte para Azmi. La película recibió catorce nominaciones en el 61.º Filmfare Awards, y ganó nueve premios que incluyen Mejor Película, Mejor Director para Bhansali, Mejor Actor para Singh, y Mejor Actriz de Soporte para Chopra, Mejor Cantante Femenina de Reproducción para Shreya Ghoshal.

## Argumento
A comienzos del siglo XVIII, el tribunal de Maratha Chhatrapati Shahu (Mahesh Manjrekar) del Imperio Satara, elige un nuevo Peshwa, el equivalente de un primer ministro a día de hoy. A pesar del autonombramiento de Shripad Rao (Aditya Pancholi) como el Pant Pratinidhi, Ambaji Pant (Milind Soman) escoge nominar un joven Bajirao (Ranveer Singh). Para probar su cordura espiritual y conocimiento de las armas, Shripad desafía Bajirao a partir una pluma de pavo real con una flecha. Bajirao tiene lo hace y se le da el título de Shrimant Peshwa. Diez años más tarde, su mujer Kashibai (Priyanka Chopra) es visitada por su amiga viuda Bhanu, cuyo marido estuvo acusado de espiar a Bajirao, y por eso, ejecutado. Ella amargamente presagia que justo como ella anhela su marido, Kashi, también, anhelará a Bajirao.
Mientras viaja a Sironja, un emisario de Bundelkhand se infiltra en la tienda de Bajirao y exige su ayuda en la lucha contra los invasores. Ella se revela a sí misma como Mastani (Deepika Padukone), la hija del Rey Rajput Chhatrasal (Benjamin Gilani) y su reina persa, Ruhani Bai. Impresionado por sus habilidades como guerrera, Bajirao asiste su con su ejército y derrota a los invasores. Chhatrasal, lleno de alegría, insiste que Bajirao festeje Holi con ellos. Mastani y Bajirao desarrollan sentimientos el uno al otro y él le regala su daga, el cual es un símbolo de matrimonio entre los Bundelkhand Rajputs. Él pronto parte para Pune, donde Kashi le saluda con un recorrido de su nueva construcción Shaniwar Wada y le muestra el Aaina Mahal (sala de espejos) el cual la deja verlo desde su habitación.
Determinada a perseguir su amor, Mastani llega a Pune pero es tratada con dureza por la madre de Bajirao, Radhabai (Tanvi Azmi), y alojada en el palacio para cortesanas. Ella tolera este insulto y aparece para bailar antes de Bajirao en el evento de Parava. Radhabai con desprecio le ofrece la ocupación de una bailarina real pero se niega a aceptarla como su nuera. Mastani le expresa al Rey, su deseo de estar con Bajirao, antes de irse para esperar por él en una ruina al otro lado del río. Bajirao cruza el río en el medio de una tormenta y reprende su persistencia, recordándole que él ya está casado y que su tribunal nunca la respetará si está con él. Ella está de acuerdo a pesar de su aviso y él la declara su segunda mujer.
Bajirao se marcha para enfrentar el Nizam de Deccan (Raza Murad) y aunque sus posibilidades de victoria son escasas, regresa exitoso. Una embarazada Kashi, es testigo de Bajirao abrazando a Mastani, quién también está esperando, en el Aaina Mahal y se va a la casa de su madre. Regresa meses más tarde con su hijo recién nacido, quién es nombrado Raghunath en tal celebración. Mastani también da a luz a un hijo, quien Mastani y Bajirao nombran Krishna Rao, pero cuándo Krishnaji Bhatt, el sacerdote principal Brahman, se niega a conducir el naamkaran (ceremonia de bautismo hindú) y es considerado ilegítimo, Bajirao lo nombra Shamsher Bahadur. Unos cuantos años más tarde, el hijo mayor de Kashi, Balaji Baji Rao (alias Nana Saheb, por Ayush Tandon) regresa de Satara y expresa un odio hacia Mastani por interrumpir el matrimonio de su madre. 
Le informan a Kashibai de un plan traidor para asesinar Mastani y a su hijo durante un festival por Shiva Bhatt, otro sacerdote Brahman. Kashibai a regañadientes retransmite esta noticia a Bajirao, quién rescata a ambos de una muerte segura. Tras el asesinato de Shiva Bhatt por Krishnaji Bhatt, Bajirao se enfureció. Por la seguridad de Mastani y para otorgarle una morada real, Bajirao construye el Mastani Mahal para ella. Bajirao, aun así, está devastado debido a la traición de Radhabai y Chiman Appa, cuándo Pant le informa que tiene que derrotar a Nasir, el hijo vengativo del Nizam. Bajirao proclama que incluso si ama a Mastani, su vida y la lealtad es siempre a su causa, así que decide entrar en batalla. 
Después de que Bajirao parte para la batalla, Radhabai y Nana Saheb encarcelan a Mastani y Shamsher Bahadur. Después de que Bajirao, sin ayuda, derrota a Nasir, recibe la noticia de esta traición y colapsa por sus heridas. Kashi suplica a Radhabai de liberar a Mastani para que Bajirao pueda recuperarse, pero su intento es en vano, ya que Balaji Baji Rao quema la carta y se niega a liberar a Mastani. Bajirao, delirante, debido a su enfermedad, muere por el trauma de sus alucinaciones, justo como Mastani fallece en cautiverio. Los dos amantes condenados, demuestran estar unidos en la muerte.

## Reparto
- Ranveer Singh: Bajirao I o Peshwa Bajirao Ballad
- Deepika Padukone: Mastani
- Priyanka Chopra: Kashibai
- Mahesh Manjrekar: Chattrapati Shahu Maharaj
- Tanvi Azvi: Radhabai (madre de Bajirao)
- Aditya Pancholi: Panth Pratinidhi
- Milind Soman: Ambaji Panth
- Raza Murad: Nizam de Deccan
- Ayush Tandon: Nana Saheb
- Jason D'Souza: Shamsher Bahadur

## Producción

### Desarrollo
El proyecto pasó 12 años en el "infierno de desarrollo". Sanjay Leela Bhansali Quiso hacer Bajirao Mastani, después del lanzamiento de Devdas (2002).

### Elenco
Bhansali Originalmente quiso la misma pareja  de su exitosa película Hum Dil De Chuke Sanam, Salman Khan y Aishwarya Rai para los papeles del mismo nombre, pero no los podría lanzar juntos después de su altamente publica ruptura. A mediados del 2003, Bhansali había probado a Khan y Kareena Kapoor como pareja principal con Rani Mukerji como la primera mujer de Bajirao, Kashibai. Sin embargo, la idea fue desechada cuándo ambos, Khan y Kapoor, firmaron otras películas juntos. Bhansali Quiso ser el primer director en exhibir su pareja. De ahí, la película estuvo dejada de lado y Bhansali fue a dirigir Negro (2005).
En los siguientes diez años, la especulación de los medios de comunicación continuó sobre la producción y lanzamiento de Bajirao Mastani. Varios actores se rumoreaban, de ser incluidos al proyecto, como Shahrukh Khan, Ajay Devgn, Hrithik Roshan, Ranveer Singh, Deepika Padukone, y Katrina Kaif.
En julio del 2014, se confirmó que Bhansali había revivido el proyecto con Ranveer Singh y Deepika Padukone (la pareja principal de Bhansali  Goliyon Ki Raasleela Ram-Leela) como personajes principales y Priyanka Chopra como la primera mujer de Bajirao, Kashibai. Ambos, Singh y Padukone harán una preparación exhaustiva para sus roles. Bhansali se acercó a Daksha Sheth para entrenar a la pareja en Kalaripayattu, un arte marcial hindú antiguo. Sheth también entrenará a Padukone en el estilo de baile de Kathak. El bailarín clásico de Kathak, Pandit Birju Maharaj también ha coreografiado una canción Kathak para Padukone. Singh requirió que aprenda Marathi, equitación, y afeitar su cabeza. Además, la función de Bajirao requería que Singh gane peso para construir su físico. En preparación para su rol de Kashibai, Chopra tomó 15 días de curso de entrenamiento y formación de lengua en un dialecto de Marathi hablado durante el tiempo del ascensión de los Peshwas. Irrfan Khan estuvo como narrador en la película.
En septiembre del 2014, se confirmó que Tanvi Azmi haría el rol de la madre de Bajirao. Otras actrices, según se dice, fueron consideradas para este rol como Shabana Azmi, Dimple Kapadia, y Supriya Pathak. Tanvi se ha vuelto completamente calva para su papel. En noviembre de 2014, las actrices para los papeles de las hermanas de Bajirao finalizaron con Sukhada Khandkekar como Anubai
y Anuja Gokhale como Bhiubai. Mahesh Manjrekar quedó para el papel del emperador Maratha, Chhattrapati Shahu. Los trajes de la película fueron diseñados por Anju Modi. Fue anunciado en enero de 2015, que el actor Vaibhav Tatwawadi fue escogido para el papel del hermano más joven de Bajirao , Chimaji Appa. 